# Plexaurella curvata
Plexaurella curvata is een zachte koraalsoort uit de familie Plexauridae. De koraalsoort komt uit het geslacht Plexaurella. Plexaurella curvata werd in 1916 voor het eerst wetenschappelijk beschreven door Kunze. 